# 장쉐량
장쉐량(중국어 정체자: 張學良, 병음: Zhāng Xuéliáng)은 20세기 중엽 시대 중화민국의 군인 겸 정치인이다. 만주 태생의 타이완의 정치인인 그는, 중화민국(1949년 12월 8일 이후 타이완)의 예비역 장성급 장교 출신의 군벌 정치인이었다.
1901년 6월 4일, 옛 청 제국의 만저우 지역의 랴오닝 성 하이청 현 출신. 그는 20세기 중엽의 군벌 시대의 주역 가운데 한 사람이며, 1936년 12월 12일을 기하여 산시 성(陝西省)의 시안(西安)에서는, 당시 중화민국 대륙 본토의 난징 국민정부 시대의 행정원장 장제스(蔣介石)를 구금하고, 제2차 국공 합작 관련 요구를 한 이른바 시안 사건을 주도하였다.
2001년 10월 14일 미국 하와이 주 호놀룰루에서, 향년 100세로 하세한, 그의 자(字)는 한칭(漢卿, 한경)이었으며, 호(號)는 이안(毅庵, 의암)이었고, 별칭(別稱)은 샤오솨이(小帥, 소사)였으며, 개명(改名)하기 이전의 아명(兒名)은 장샤오량(중국어 정체자: 張孝良, 병음: Zhāng Xiáoliáng, 장효량)이었고, 미국식 영어 이름은 피터 장(영어: Peter Chang 피터 챙[*])이었으며, 만주 조선말로는 장학량(張學良)이라 불리었다.

## 생애

### 일생
1901년 6월 4일, 군벌 시대 수장 출신의 아버지 장쭤린(張作霖, 1875~1928) 선생과, 장(아버지)의 4년 연상의 사별 초배 부인이기도 한, 어머니 자오춘구이(趙春桂, 1913년 향년 42세로 하세.) 여사의 사이에서, 9남 7녀(배다른 16남매) 가운데, 장남(長男)이자 둘째로 출생하였다.
아버지 장쭤린 장군의 장녀(長女)이자 첫째(맏이)인, 장쉐량의 여섯살터울의 동복 누나 장관잉(張冠英, 1895년생~1968년졸)은 1905년에 소학교(小學校)의 졸업반 과정의 1학기를 중퇴한 후, 1907년에 12세로, 바오구이칭(鮑貴卿, 1867년생~1934년졸)의 2남 중 차남(막내)인, 자형 바오잉린(鲍英麟, 1890년생~1965년졸)과 결혼을 하면서부터 일찌감치 출가 및 성가를 하여, 자형과 사이에 1남 1녀를 득(得)하였고, 훗날 1928년 6월 4일, 아버지(장쭤린)를 갑자기 열차 폭격 사고로 여읜 장쉐량은, 나중에 33세의 봉천군벌 육군 준장 때였던, 1931년 10월 8일의 만주 사변 당시에, 28세의 첩실 취루이위(谷瑞玉, 1903~1931)와, 다섯살바기 막내 배다른 서얼 여동생 장화춘(張華春, 1926~1931)을, 관동군이 쏜 포탄 오발 폭격의 비명횡사(非命橫死)로 모두 잃었다.
그리고 장쉐량 그의 아버지 장쭤린 장군은, 대략 1906년경부터 청나라 만저우 지역의 펑톈 군벌의 영수 및 수장이었는데, 오히려 중화민국 국민정부 수립 이후에도 친일 성향을 가진 인물이었으며, 중화민국 국민정부 국가원수 권한대행을 거쳐 중화민국 국민정부 대원수 직위를 역임하는 등 중화민국 국민정부 과도군사정권 시대 정부수반 직무대리를 역임하다가 1928년 6월 3일, 중화민국 육해공대원수 직위에서는 퇴임과 함께 중화민국 육군 대원수로 전역한 이 날은, 당시 현역 중화민국 육군 준장이었던 장쉐량의 30번째 생일 그 전날이기도 하였다. 그러나 그 이튿날(장쉐량 자신의 30번째 생일 당일), 1928년 6월 4일, 아버지 장쭤린이 일본 제국 관동군 소속의 고모토 다이사쿠에 의해 폭사하는 사건이 발생하였다. 이 사건은 일제가 여성 편력과 아편 중독이 심한 것으로 알려진 장쉐량을 오히려 중국 내 영향력 행사에 이용하기 더 쉽다고 판단했기 때문이었다.
그러나 아버지 장쭤린 선생의 유지를 이어받은 장쉐량은, 이를 극복해 내었고, 이후 장쉐량과 그가 이끌게 된 봉계 군벌(봉천군)은 항일 성향으로 전환하였다.
중화민국 대륙 본토 국민정부 시대의 동북군 만주 봉천군사령부 참모장 때인, 1931년 9월 15일에 관동군의 공격이 있었으나, 차라리 부저항을 명령하여 만주 전토를 관동군에게 빼앗기게 되었다(훗날, 1931년 9월 18일 만주 사변 원인 유발.). 훗날 장쉐량 참모장의 당시 봉천군 사령부 비서장 및 동북군 육군 중위였었던 궈웨이청(郭维城, 1995년 1월 1일, 향년 83세로 사망.)은 장쉐량이 장제스 행정원장의 지시를 따른 것이라 증언하였지만, 훗날 장쉐량은 인터뷰에서 자신이 이끄는 동북군 무력이 일본군을 감당해내기 어려울 것이라고 판단했기에, 차라리 부저항을 명령할 수밖에 없었다고 밝혔으며, 장제스는 자신에게 저항 명령을 내렸다고 밝혔다.
그러나, 장제스는 동북군에 저항 명령을 내렸음에도 전폭적인 지원은 하지 않았다는 점을 볼 때, 만주 사변에서의 부저항 사건의 전모는 장제스와 장쉐량 양 사이의 이해관계가 어느 정도 반영된 것으로 사료되어 보인다.
이후 그는 만주 펑톈(지금의 중공 둥베이 지역 랴오닝 성 선양)의 영향력을 잃었지만, 적지 않은 병력을 보존한 상태였기에, 1935년 4월 17일을 기하여 '국민혁명군'에 편입된 이후에도, 선친 장쭤린 장군처럼 난징(南京)의 국민정부(國民政府)에서도 각종 요직은 유지할 수 있었다.
1936년 반(反)공산군 공세를 위해 방문한 중화민국의 장제스를, 산시 성 시안에서 감금하고, 중화권 대륙의 돈독한 평화를 취지로 한, 포괄적인 국공 합작을 요구한 시안 사건을 주도하여 제2차 국공 합작을 이뤄낸다. 그러나 결국, 장제스를 감금한 혐의로써 10년 간의 징역형을 받았고, 출감 후 1949년에 타이완 성의 타이베이로 끌려가서, 역대 국민당 정권에 의해서 1991년까지 가택연금 상태에 있었다.
1975년 4월 5일, 장제스가 사망한 후, 1993년 12월 1일에 처음으로 중화민국 당국에 의해 출국이 허용되어, 같은해 12월 15일, 곧바로 미국으로 떠났으며, 1995년 3월부터 2001년 사망할 때까지 하와이 지역에서 거주했다.
미국 하와이 지역 현지 시각으로, 2001년 10월 14일 20시 50분(오후 8시 50분), 미국 하와이 주 호놀룰루 자택에서 향년 101세를 일기로 사망했다.

### 연보
- 1901년 6월 4일: 동북 군벌 장쭤린 선생의 맏아들(9남 7녀 중 장남이자 둘째)로 출생.
- 1914년 9월: 보정육군군관학교 입소, 1915년 12월 수료 및 동북군 소위 임관.
- 1916년 9월: 운남육군강무학교 보병학과 입소. 1917년 12월 수료 및 동북군 중위 재임관.
- 1918년 3월: 동북 3성 육군강무당(봉천동북육군강무학교)의 제1기 포병과 입소. 1919년 12월 수료 및 동북군 상위 재보임.
- 1921년 11월, 동북군 소좌 진급.
- 1922년 10월, 동북군 중좌 진급.
- 1925년 3월, 동북군 대좌 진급.
- 1927년 8월, 동북군 준장 진급.
- 1928년: 아버지 장쭤린(張作霖) 선생, 동북군 육군 대원수로 전역(1928년 6월 3일)한 이튿날, 펑톈(奉天[6])의 어느 부근 철로역 인근에서 관동군의 폭발물에 탑승 열차가 폭파되는, 열차 폭격 사고로 사망(1928년 6월 4일).
- 1931년: 만주 사변 당시에, 28세의 첩실 취루이위(谷瑞玉, 1903~1931)와, 다섯살바기 막내 배다른 서얼 누이동생 장화춘(張華春, 1926~1931)이, 지린 성(吉林省)의 지린(吉林)에서, 관동군이 쏜 포탄 오발 폭격으로 둘 모두 비명횡사(1931년 10월 8일).
- 1935년: 중화민국 국민혁명군 준장 편입(1935년 4월 17일).
- 1936년: 중화민국 국민혁명군 소장 진급(7월)한 이후 시안 사건 등을 주도. 12월에 장제스 체포 후 '내전 중지 및 제2차 국공 합작을 통한 항일 전쟁'을 설득(1936년 12월 12일).
- 1937년: 허잉친 국방부 부장 재임 때의 난징 정부 중화민국 국방부 사정국 국장 재직 당시에 중장(1월)으로 진급 이후, 서북초비사령관(2월~4월)과, 봉천군사령관(4월~8월)과, 동북군사령관(8월~10월)까지 지낸 어언 9개월 사이에 대장(6월)과, 원수(9월)의 계급으로 거듭 3계급 진급한 그는, 예비역 중화민국 국민혁명군 원수 강제 예편(1937년 10월 28일).
- 1937년 ~ 1947년: 장제스의 국민당 정부에 의해서 10년간 징역형으로 구금(1937년 11월 18일 ~ 1947년 11월 18일).
- 1947년: 장제스 국민정부의 알력과 펑위샹 구군벌 세력 후예급 잔당의 모략으로 인하여, 만기 출감된지도 불과 일주일만에 가택 연금(1947년 11월 25일).
- 1947년 ~ 1991년: 국민정부 치하에서 가택 연금 조치에 처해짐(1947년 11월 25일~1991년 6월 1일).
- 1949년: 가택 연금자 신분으로 타이완(타이베이)에 강제 이주(1949년 12월 8일).
- 1950년: 가택 연금자 신분으로 故 다이지타오 전직 중국국민당 선전부 부장의 1주기 타이완 성 타이베이 추모제에 참석(1950년 2월 21일, 리쭝런 당시 중화민국 부총통 겸 총통 권한대행의 특별 배려).
- 1958년: 가택 연금자 신분으로 장췬 전직 중화민국 행정원 원장의 특별 방문을 받음(1958년 2월 12일, 장제스 당시 중화민국 총통의 특별 배려.).
- 1961년: 가택 연금자 신분으로 故 쑨원 전직 중화민국 대통령의 36주기 타이완 성 타이베이 추모제에 참석(1961년 3월 12일, 장제스 당시 중화민국 총통의 특별 배려.).
- 1962년: 가택 연금자 신분으로 후스(1962년 2월 24일 별세) 전직 중화민국 국립 타이완 대학교 명예교수 겸 중앙연구원 원장의 빈소를 문상(1962년 2월 27일, 장제스 당시 중화민국 총통의 특별 배려).
- 1964년: 가택 연금자 신분으로 위펑즈와 이혼하고 자오이디와 재혼.
- 1965년: 가택 연금자 신분으로 故 천청(1965년 3월 5일 별세) 전직 중화민국 부총통 겸 행정원 원장의 빈소를 문상(1965년 3월 8일, 장제스 당시 중화민국 총통의 특별 배려).
- 1977년: 가택 연금자 신분으로 장징궈 당시 중화민국 행정원 원장 겸 총통 권한대행의 특별 방문을 받음(1977년 12월 7일, 옌자간 당시 중화민국 총통의 특별 배려.).
- 1987년: 가택 연금자 신분으로 故 쑹쯔량(1987년 5월 11일 별세) 전직 중화민국 외교부장 비서실 사정비서관의 중화민국 타이베이 분향소를 조문(1987년 5월 14일, 장징궈 당시 중화민국 총통의 특별 배려).
- 1988년: 가택 연금자 신분으로 故 장징궈(1988년 1월 13일 별세) 전직 중화민국 총통의 빈소를 문상(1988년 1월 16일, 리덩후이 당시 중화민국 총통의 특별 배려).
- 1990년: 가택 연금자 신분으로 故 천수잉(1990년 6월 30일 별세) 전직 제1회 중화민국 국민대회 대표의원의 빈소를 문상(1990년 7월 3일, 리덩후이 당시 중화민국 총통의 특별 배려).
- 1991년: 당시 중화민국 총통 리덩후이의 전격 관용을 받아 가택 연금 해제 및 예비역 중화민국 육군 원수 지위 관련 법률적 신분 복권(1991년 6월 1일).
- 1991년: 중국국민당 고문 겸 당무위원 직으로 국민당에 입당(1991년 6월 11일).
- 1992년: 중국국민당 탈당(1992년 1월 2일).
- 1993년: 미국 캘리포니아 주 로스 앤젤레스(L.A.)로 출국(1993년 12월 15일).
- 1994년: 중화민국(타이완)의 국적자 신분으로 미국 영구거주권 취득(1994년 12월 14일).
- 1995년: 미국 하와이 주 호놀룰루로 재차 이주(1995년 3월 10일).
- 2001년: 미국 하와이 주 호놀룰루에서 향년 100세의 나이로 사망.

## 같이 보기
- 시안 사건